# Ivan Vurnik
Ivan Vurnik, född 1 januari 1884 i Radovljica i dåvarande Österrike-Ungern, död där i 8 april 1971, var en slovensk arkitekt. Hans verk anses vara startpunkten för den modernistiska slovenska arkitekturen. Han har bland annat ritat byggnaden Zadružna gospodarska banka (Kooperativa kreditbanken) i Sloveniens huvudstad Ljubljana.

## Biografi
Ivan Vurnik föddes i Radovljica som på den tiden tillhörde Österrike-Ungern. Hans far var förmögen och ville ge sin son en god utbildning. Vurnik gick först i en skola i Kranj, sedan i Ljubljana. Efter det studerade han vid Wiens tekniska universitet. Han började studera där 1907. En av hans lärare var arkitekten Karl Mayreder. Vurnik blev influerad av Wiensecessionen. Han blev även inspirerad av slovenen Max Fabianis arbete, och de båda utvecklade en vänskap. Vurnik blev klar med sina studier år 1912. Han fick ett stipendium som han använde för att resa runt i Italien och studera lokal arkitektur. I oktober år 1912 blev Vurnik erbjuden ett jobb hos en arkitekturfirma som ägdes av arkitekten Ludwig Baumann. Han tog jobbet och började arbeta i Bled med att renovera församlingskyrkan Sankt Martin. 1913 gifte han sig med Helena Kottler. År 1919 flyttade paret till Ljubljana. Vurnik tolkade den traditionella bondekonsten från Krain på ett annorlunda sätt och lyckades slå ihop delar av den med en huvudsaklig Art Nouveau-struktur.
Vurnik försökte skapa en unik slovensk arkitektonisk stil som kunde representera nationen och samtidigt var modern. Det var år 1921 som han ritade Zadružna gospodarska banka (Kooperativa kreditbanken) i Ljubljana. Byggnaden blev klar ett år senare. År 1926 designade han ritningarna för två byggnader, en i Golnik och den andra i Kranj. Dessa byggnader förstördes under andra världskriget. Vurnik uppförde en arkitekturavdelning vid den tekniska fakulteten vid Ljubljanas Universitet. Han övertalade arkitekten Jože Plečnik att, liksom Vurnik, bli heltidsprofessor på universitetet. De anses dock ha varit rivaler och hade olika politiska ideologier. Plečnik var konservativ och troende katolik. Vurnik, som även han var troende, var dock mer liberal och nationalist. Från år 1925 verkade Vurnik mest som professor. Han fortsatte att rita olika byggnader, men de flesta förblev på ritningsstadiet. 
Några av Vurniks mest kända byggnader utgörs av simbassängen i Radovljica och Radovljicas enda hotell Grajski dvor. Han designade även bostadshus för industriarbetarna i Maribor, vilket är mindre känt men också av betydelse.